# Universiteit van Notre Dame
De Universiteit van Notre Dame du Lac (of afgekort Notre Dame) is een katholieke privé-universiteit in Notre Dame in St. Joseph County (Indiana) de Verenigde Staten.
Ze werd op 26 november 1842 door Edward Sorin opgericht als opleidingsinstituut voor jongens op een plek die in 1686 als missieplaats door een jezuïet was gevestigd. In 1972 werden de eerste vrouwelijke studenten toegelaten, nu is bijna de helft vrouwelijk. De universiteit wordt gedragen door de Congregatie van het Heilig Kruis.